# Partido Comunista de las Tierras Vascas
El Partido Comunista de las Tierras Vascas (en euskera: Euskal Herrialdeetako Alderdi Komunista; EHAK) fue un partido político español de ideología comunista, nacionalista vasca e independentista. En las elecciones al Parlamento Vasco de 2005 obtuvo nueve escaños tras prometer asumir los principios de la lista ilegalizada Aukera Guztiak. Fue ilegalizado por el Tribunal Supremo en 2008 con base en su vinculación con la organización terrorista Euskadi Ta Askatasuna (ETA) y el partido político ilegalizado Batasuna.

## Historia

### Origen
El Partido Comunista de las Tierras Vascas (EHAK) fue constituido ante un notario de Bilbao el 29 de julio de 2002 y fue inscrito como partido en el registro del Ministerio del Interior el 9 de septiembre, apenas un mes después de la suspensión de actividades de Batasuna, de la clausura de sus sedes y de la entrada en vigor de la recién aprobada Ley de Partidos, durante el segundo gobierno de José María Aznar.
EHAK había surgido a partir de Euskal Herriko Komunistak (EHK), una de las corrientes que participó el proceso de constitución de Batasuna y que tenía relación con Corriente Roja, cuya dirigente Ángeles Maestro consideraba su referente en el País Vasco. Del conjunto de ponencias que se debatieron en el proceso de convergencia en Batasuna, la defendida por EHK, Igitaia eta Mailua ('La hoz y el martillo'), era la más radical en sus postulados marxistas-leninistas y la menos partidaria de acuerdos meramente abertzales.
A partir de esta corriente surgió EHAK, en el que participarían algunos dirigentes sindicales de Langile Abertzaleen Batzordeak (LAB), sindicato ligado a la izquierda abertzale. EHAK defendía la dictadura del proletariado, el derecho de autodeterminación del pueblo vasco y su independencia como república socialista, así como la eliminación progresiva, por medios políticos lícitos, del Estado, el capital y las clases sociales, según sus estatutos; y en sus primeros mítines electorales proliferaban las banderas de la Unión Soviética.

### Elecciones al Parlamento Vasco de 2005

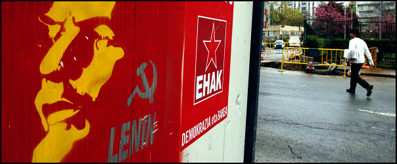
Cartel electoral de EHAK junto a una pintada comunista y el retrato de Lenin.

Durante la campaña electoral autonómica vasca de 2005, tras la ilegalización de la candidatura Aukera Guztiak (AG) en aplicación de la Ley de Partidos, EHAK ofreció representar a los votantes de la izquierda abertzale en el Parlamento Vasco y prometió llevar a cabo únicamente labor parlamentaria, renunciando a cualquier actividad en la calle. El Partido Popular reaccionó declarando que EHAK era una "ficción" para que las candidaturas ilegalizadas pudieran concurrir con otra denominación a las elecciones; algo que el EHAK negó argumentando, entre otras razones, que este partido existía antes de la ilegalización de Batasuna.
Finalmente EHAK pudo presentarse a las elecciones y Nekane Erauskin, cabeza de lista por Guipúzcoa, fue su portavoz durante la campaña. Obtuvo 150.188 votos (12,44%) y nueve escaños, cifra superior en votos y escaños a lo obtenido por Euskal Herritarrok en las elecciones de 2001 (10,12% de votos y siete escaños).
Tras la detención de la dirección de Batasuna el 14 de septiembre de 2007, mientras celebraban una reunión y en la que se encontraba la parlamentaria del EHAK Nekane Erauskin, las autoridades españolas se incautaron de información en la que se documentaba el pago de nóminas desde el EHAK a miembros de Batasuna. Este hecho, junto a la presencia de Erauskin en dicha reunión, fue considerado por diversos sectores como una prueba concluyente de la dependencia entre Batasuna y EHAK.

### Proceso de ilegalización
El 8 de febrero de 2008 EHAK, al igual que Acción Nacionalista Vasca (ANV), fue suspendida de actividad durante tres años por el entonces juez de la Audiencia Nacional Baltasar Garzón.
Ese mismo día, la sala n.º 61 del Tribunal Supremo rechazó la petición de la Fiscalía y la Abogacía General del Estado de suspender el grupo parlamentario de EHAK en el Parlamento Vasco, así como los municipales y forales de ANV. Asimismo, también desestimó la petición de la suspensión cautelar relativa a que se impidiera a EHAK la presentación de candidaturas para las elecciones —al carecer de sentido ya que este partido no llegó a presentar listas ante la Junta Central Electoral—, lo que sí se acordó para ANV. Sin embargo, los 16 magistrados de la Sala Especial del 61 presidida por Francisco José Hernando, decidieron suspender la financiación pública de ambos partidos, así como el derecho a presentar candidaturas de ANV en las elecciones generales de ese año.
Finalmente, el 18 de septiembre de 2008, el Tribunal Supremo declaró ilegal a EHAK, al estimar su vinculación con ETA y Batasuna. Días antes también había declarado ilegal a ANV. En la sentencia el tribunal consideró que la formación era ejecutora de una estrategia terrorista con una estrecha relación político-operativa con Batasuna. La sentencia se basaba en el apoyo económico y material recibido del partido por Batasuna mediante transferencias económicas, infraestructura, pago de salarios y la incorporación de miembros relevantes de las organización ilegalizada.